# Steven Swanson
Steven Ray Swanson, född 3 december 1960 i Syracuse, New York, är en amerikansk astronaut uttagen i astronautgrupp 17 den 4 juni 1998.

## Rymdfärder
- Atlantis - STS-117
- Discovery - STS-119
- Sojuz TMA-12M, Expedition 39/40[1][2]